# Всеобщие выборы в Венесуэле (1958)
 Всеобщие выборы 1958 года в Венесуэле — президентские и парламентские выборы, состоявшиеся в Венесуэле 7 декабря 1958 года. Ознаменовали переход от периода военной диктатуры к гражданскому правлению. Были проведены Временной правительственной хунтой контр-адмирала Вольфганга Ларрасабаля через 10 месяцев после свержения диктатуры генерала Маркоса Переса Хименеса.

## Общие результаты
|                            | Голоса    | %      |
| -------------------------- | --------- | ------ |
| Зарегистрировано           | 2 913 801 | 100 %  |
| Всего проголосовало        | 2 722 053 | 93,42% |
| Признаны действительными   | 2 610 833 | 95,91% |
| Недействительные бюллетени | 111 220   | 4,09 % |
| Воздержались               | 191 748   | 6,58 % |

## Президентские выборы
Кандидаты:
- Рафаэль Кальдера Родригес (Социал-христианская партия КОПЕЙ) — адвокат, социолог, политик, писатель и оратор. Баллотировался в президенты второй раз. Получил поддержку партии Республиканская интеграция и Социалистической рабочей партии.
- Ромуло Бетанкур (Демократическое действие) — политик, журналист, писатель и оратор, глава Революционной правительственной хунты 1945—1948 годов.
- Вольфганг Ларрасабаль Угуэто (Демократический республиканский союз) — военный и политик, контр-адмирал, глава Временной правительственной хунты 1958 года. Получил поддержку Коммунистической партии Венесуэлы и Независимого национального движения избирателей.

### Результаты
| \| \| \| | 49,18 % |
|          |         |

|  |  |

| \| \| \| | 34.61 % |
|          |         |

|  |  |

| \| \| \| | 16,21 % |
|          |         |

|  |  |

## Выборы в Национальный конгресс
| Партия                                          | Оригинальное название                            | Голоса    | %    | Депутатские места | Депутатские места | Депутатские места | Депутатские места |
| Партия                                          | Оригинальное название                            | Голоса    | %    | Палата депутатов  | +/-               | Сенат             | +/-               |
| ----------------------------------------------- | ------------------------------------------------ | --------- | ---- | ----------------- | ----------------- | ----------------- | ----------------- |
| Демократическое действие                        | исп. Acción Democrática, AD                      | 1 275 973 | 49,5 | 73                | ▼10               | 32                | ▼6                |
| Демократический республиканский союз            | исп. Unión Republicana Democrática, URD          | 690 357   | 26,8 | 34                | ▲30               | 11                | ▲10               |
| Социал-христианская партия КОПЕЙ                | исп. Copei                                       | 392 305   | 15,2 | 18                | ▲2                | 6                 | ▲2                |
| Коммунистическая партия Венесуэлы               | исп. Partido Comunista de Venezuela, PCV         | 160 791   | 6,2  | 7                 | ▲4                | 2                 | ▲1                |
| Республиканская интеграция                      | исп. Integración republicana                     | 19 424    | 0,8  | 0                 | —                 | 0                 | —                 |
| Социалистическая рабочая партия                 | исп. Partido Socialista Obrero                   | 15 476    | 0,6  | 0                 | —                 | 0                 | —                 |
| Независимое национальное избирательное движение | исп. Movimiento Electoral Nacional Independiente | 14 908    | 0,6  | 0                 | —                 | 0                 | —                 |
| Социалистическая партия Венесуэлы               | исп. Partido Socialista de Venezuela, PSV        | 10 983    | 0,4  | 0                 | 0                 | 0                 | 0                 |
| Недействительные/пустые бюллетени               | Недействительные/пустые бюллетени                | 104 732   | —    | —                 | —                 | —                 | —                 |
| Всего                                           | Всего                                            | 2 684 949 | 100  | 132               | +22               | 51                | +5                |
| Источник: D. Nohlen                             |                                                  |           |      |                   |                   |                   |                   |

| Народное голосование (%) | Народное голосование (%) | Народное голосование (%) | Народное голосование (%) | Народное голосование (%) |
| ------------------------ | ------------------------ | ------------------------ | ------------------------ | ------------------------ |
| AD                       |                          |                          | 49.5 %                   |                          |
| URD                      |                          |                          | 26.8 %                   |                          |
| Copei                    |                          |                          | 15.2 %                   |                          |
| PCV                      |                          |                          | 3.65 %                   |                          |
| Другие                   |                          |                          | 4.85 %                   |                          |

| Распределение мест в Палате депутатов (%) | Распределение мест в Палате депутатов (%) | Распределение мест в Палате депутатов (%) | Распределение мест в Палате депутатов (%) | Распределение мест в Палате депутатов (%) |
| ----------------------------------------- | ----------------------------------------- | ----------------------------------------- | ----------------------------------------- | ----------------------------------------- |
| AD                                        |                                           |                                           | 55.30 %                                   |                                           |
| URD                                       |                                           |                                           | 25.76 %                                   |                                           |
| Copei                                     |                                           |                                           | 13.64 %                                   |                                           |
| PCV                                       |                                           |                                           | 5.30 %                                    |                                           |

| Распределение мест в Сенате (%) | Распределение мест в Сенате (%) | Распределение мест в Сенате (%) | Распределение мест в Сенате (%) | Распределение мест в Сенате (%) |
| ------------------------------- | ------------------------------- | ------------------------------- | ------------------------------- | ------------------------------- |
| AD                              |                                 |                                 | 62.75 %                         |                                 |
| URD                             |                                 |                                 | 21.57 %                         |                                 |
| Copei                           |                                 |                                 | 11.76 %                         |                                 |
| PCV                             |                                 |                                 | 3.92 %                          |                                 |

## Значение
Выборы 7 декабря 1958 года были первыми свободными выборами после десятилетнего периода военной диктатуры. Они были отмечены высокой активностью избирателей (на президентских выборах явка составила 94,4 %, на выборах в Палату депутатов — 92,1 %). Избранный президентом Ромуло Бетанкур собрал почти половину голосов избирателей, а его партия получила 73 из 132 мест в Палате депутатов и 32 из 51 места в Сенате. Однако, в конечном счёте, возврат к гражданскому правлению и демократическим избирательным процедурам не принёс гражданского согласия. Выборы 1963 года прошли в обстановке гражданской войны и в стране на долгие годы установилась двухпартийная система, когда у власти сменяли друг друга представители Демократического действия и КОПЕЙ.